# Rida El Barjiji
Rida El Barjiji (20 oktober 2001) is een Nederlands voetballer die als middenvelder speelt. Hij stroomde in 2019 door vanuit de jeugd van FC Utrecht.

## Clubcarrière
El Barjiji is afkomstig uit de jeugdopleiding van FC Utrecht. Daarvoor speelde hij in de jeugd van het Amsterdamse AFC en Almere City. Op 10 augustus 2019 debuteerde hij voor Jong FC Utrecht in de Eerste divisie tegen Excelsior. In de 78e minuut kwam hij als vervanger in het veld voor Odysseus Velanas. De wedstrijd eindigde in een 2-0 nederlaag.

## Statistieken
| Seizoen        | Club            | Land           | Competitie     | Competitie | Competitie | Beker | Beker | Totaal | Totaal |
| Seizoen        | Club            | Land           | Competitie     | Wed.       | Dlp.       | Wed.  | Dlp.  | Wed.   | Dlp.   |
| -------------- | --------------- | -------------- | -------------- | ---------- | ---------- | ----- | ----- | ------ | ------ |
| 2019/20        | Jong FC Utrecht | Nederland      | Eerste divisie | 1          | 0          | –     | –     | 1      | 0      |
| Carrièretotaal | Carrièretotaal  | Carrièretotaal | Carrièretotaal | 1          | 0          | 0     | 0     | 1      | 0      |

Bijgewerkt op 10 augustus 2019